# Christen Hermansen
Christen Hermansen (født 31. januar 1806 i Store Brøndum ved Aalborg, død 19. oktober 1882 i København) var en dansk orientalist og teolog.
Hermansen var søn af en husmand. Han blev cand. theol. 1830, erhvervede 1834 universitets guldmedalje, foretog 1839—41 en studierejse i udlandet, blev 1841 konstitueret som docent i semitisk-østerlandsk filologi, 1844 lektor, 1845 ekstraordinær professor. Hermansen gik 1848 over i det teologiske fakultet som ekstraordinær prof. med Gamle Testamentes teologi som hovedfag og blev 1850 ordentlig professor. 1845—51 holdt han samtidig forelæsninger i begge fakulteter. I 1878 modtog han den teologiske æresgrad fra universitetet i Leipzig. I 1882 tog han sin afsked.
Hermansen var en meget lærd mand, var grundig hjemme såvel i den semitiske sprogvidenskab som i teologiens forskellige grene. Hans teologiske standpunkt var strengt ortodokst, over for den bibelske kritik var han en udpræget repræsentant for den overleverede opfattelse. Universitetet og dets virksomhed omfattede han med stor kærlighed; hans foredrag var grundigt og klart; på de studerende øvede han en betydelig indflydelse, ikke blot i sit eget fag, men, navnlig gennem sine skriftlige øvelser, også i de andre teologiske discipliner. Ved testamente skænkede han betydelige legater til universitetet til fordel for enker efter universitetslærere samt for teologiske studerende.
Hermansens litterære hovedarbejde er den reviderede oversættelse af det Gamle Testamente, som autoriseredes 1871, og hvis vigtigste medarbejder han var. I øvrigt har han bearbejdet Ezekiel og Daniel til Kalkars bibelværk, udgivet oversættelser af Salmernes Bog (1862) og Esajas (1865) samt forfattet afhandling i to universitetsprogrammer: 1859 om det Curetonske syriske evangeliehåndskrift og 1874 (Hermansens rektoratsår) om integriteten af Jobs Bog.